# Peñablanca
Peñablanca (Bayan ng Peñablanca) är en kommun i Filippinerna. Kommunen ligger på ön Luzon, och tillhör provinsen Cagayan. Folkmängden uppgår till 37 872 invånare.

## Barangayer
Peñablanca är indelat i 24 barangayer.
| - Aggugaddan - Alimanao - Baliuag - Bical - Bugatay - Buyun - Cabasan - Cabbo - Callao - Camasi - Centro (Pob.) - Dodan | - Lapi - Malibabag - Manga - Minanga - Nabbabalayan - Nanguilattan - Nannarian - Parabba - Patagueleg - Quibal - San Roque (Litto) - Sisim |